# Szekla

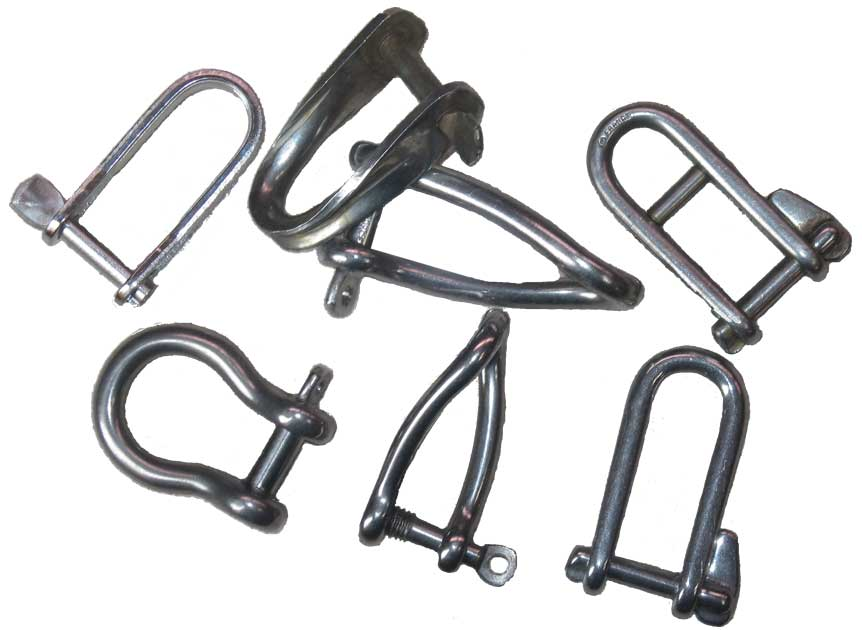
Różne rodzaje szekli.

Szekla (szakla, szekiel, szakiel) – metalowa klamra w kształcie litery "U" lub "Ω", tworząca zamknięty obwód, otwierany i zamykany za pomocą śruby lub sprężynowej zapadki, służąca do łączenia elementów takielunku, np. liny z żaglem oraz szybkiego i czasowego łączenia lin zakończonych okiem, łańcuchów i ich kombinacji.